# Christian Träsch
Christian Träsch (ur. 1 września 1987 w Ingolstadt) – niemiecki piłkarz występujący na pozycji obrońcy lub pomocnika. Obecnie gra w VfL Wolfsburg.

## Kariera klubowa
Christian Träsch jest wychowankiem klubu MTV Ingolstadt, w którym trenował do szesnastego roku życia. Następnie trafił do szkółki juniorów TSV 1860 Monachium i od 2006 roku grał w jego rezerwach. Występował z nimi w rozgrywkach Regionalligi, w których rozegrał 39 meczów i strzelił 2 gole.
W 2007 roku piłkarz podpisał kontrakt z VfB Stuttgart i stał się podstawowym zawodnikiem rezerw niemieckiej drużyny. Został jednak włączony do pierwszego zespołu i 3 lutego 2008 roku podczas przegranego 1:4 meczu z Schalke 04 Gelsenkirchen zadebiutował w rozgrywkach Bundesligi. Był to jedyny występ Träscha w sezonie 2007/2008, w którym Stuttgart zajął szóste miejsce.
W kolejnych rozgrywkach Träsch regularnie był już powoływany do seniorskiej kadry VfB. Zanotował 19 występów w Bundeslidze, w tym 17 w podstawowym składzie. 4 października 2008 roku podczas wygranego 4:1 pojedynku przeciwko Werderowi Brema strzelił swoją pierwszą bramkę w karierze. Niemiecki gracz wystąpił również w 5 meczach Pucharu UEFA oraz 7 spotkaniach rezerw Stuttgartu. 21 stycznia 2009 roku Träsch przedłużyłem swój kontrakt z VfB do 2012 roku. Od początku sezonu 2009/2010 stał się podstawowym zawodnikiem swojego klubu.

## Kariera reprezentacyjna
19 maja 2009 roku Träsch został powołany do kadry reprezentacji Niemiec na tournée po Azji. Debiut w drużynie narodowej zanotował 2 czerwca w wygranym 7:2 spotkaniu ze Zjednoczonymi Emiratami Arabskimi, kiedy to w 79. minucie zmienił Andreasa Hinkel.